# Szellő
Szellő es un pueblo ubicado en el distrito de Pécsvárad, en el condado de Baranya, Hungría.

## Superficie
Posee una superficie de 5,960 kilómetros cuadrados.

## Demografía
Hasta 2019 la población era de 138 habitantes, con una densidad de población de 23,15 habitantes por kilómetro cuadrado.